# M-1952

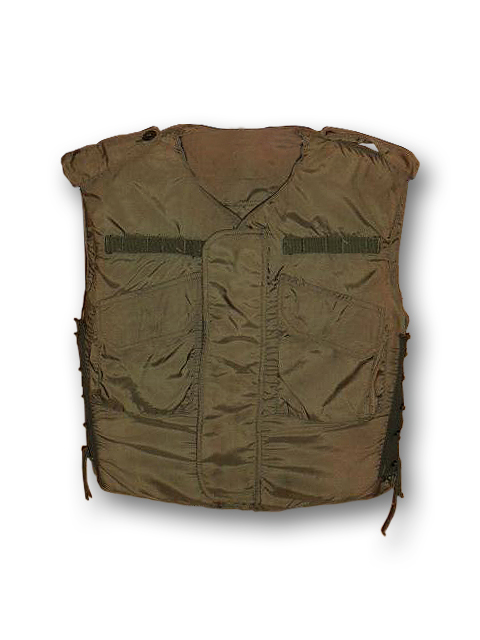
M-1952 (US-Army)

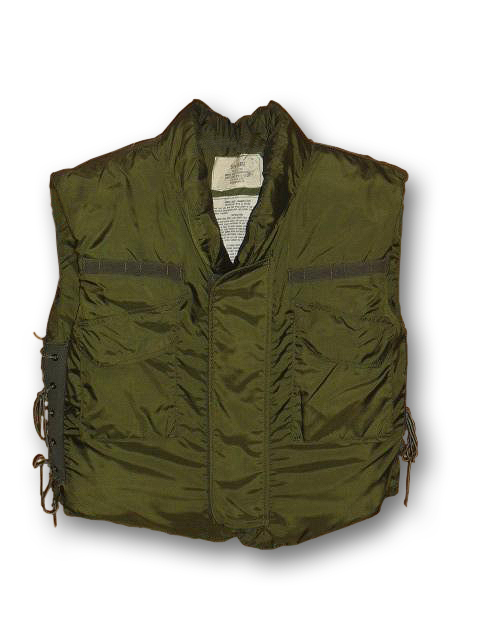
M69 (US-Army)

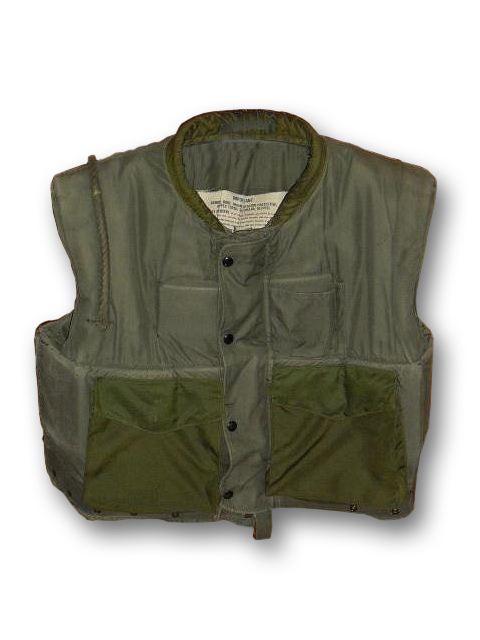
Zum Vergleich die M55 der US Marines

Die M-1952 ist eine Splitterschutzweste, die von der United States Army u. a. während des Vietnamkriegs eingesetzt wurde.

## Geschichte
Die US-Armee hatte bereits während des Zweiten Weltkriegs Forschungen im Bereich Körperschutz für Bodentruppen durchgeführt. Das Ergebnis dieser Forschungen war die Splitterschutzweste T62E1 (später T64), die im August 1945 als „Armor, Vest, M12“ standardisiert wurde. Die M12 bestand aus zwei Teilen, die an den Schultern mit Druckknöpfen und um die Taille mit einem Schnallriemen verbunden wurden. Als ballistischer Schutz dienten überlappende, 3 mm starke Aluminiumplatten über acht Lagen Nylongewebe. Die Weste wog rund 6 kg. In der Zeit bis September 1945 wurden 53.352 Stück hergestellt.
Nach Kriegsende wurden die Forschungen fortgesetzt, da man seitens der US-Armee mit der M12 nicht ganz zufrieden war. Diese Forschungen liefen parallel zu denen des US Marine Corps, die in der M-1955 mündeten.
Die Biophysics Division des Chemical Corps Medical Laboratories betrieb Grundlagenforschungen über die Verwendbarkeit verschiedener ballistischer Materialien, darunter Nylon, Aluminium und Doron, in verschiedenen Kombinationen.
Im Juni 1950, nach Ausbruch des Koreakrieges, entsandte die Biophysics Division ein Team von Wundballistikern nach Korea. Das Team kehrte im Mai 1951 in die Vereinigten Staaten zurück. Ergebnis der Feldforschungen war unter anderem, dass 92 Prozent aller erlittenen Wunden auf Splitter (hauptsächlich von Mörser- und Handgranaten) zurückzuführen waren. Ein beträchtlicher Teil dieser Wunden hätte durch eine Splitterschutzweste verhindert werden können; die Einführung einer solchen Weste hielten die Wundballistiker für äußerst sinnvoll.
Aufgrund dieser Empfehlung setzte die US-Armee ihre Versuche mit verschiedenen Materialien fort. Stahl schied aus Gewichtsgründen aus, und Aluminium ließ sich nur schwer in eine geeignete Form für einen umfassenden Körperschutz bringen. Doron lehnte man aus demselben Grund ab wie Aluminium, aber auch weil in die Wunde getriebene Glasfasern von durchschlagenen Platten Komplikationen verursachen könnten.
Nylon hingegen hatte sich bereits bewährt; es ist flexibel, und 12 Lagen erwiesen sich als ausreichender Schutz vor Splittern. Es wurde daraufhin eine experimentelle Weste entworfen, die aus 12 Lagen Nylongewebe in einer Außenhülle aus mit Vinyl beschichtetem braun-olivem Nylongewebe bestand; eine Lage Schaumgummi wurde im Schulter- und Rippenbereich eingebracht, die den Aufprall dämpfen sollte. Die Weste erhielt die vorläufige Bezeichnung „Armor, Vest, Nylon, T-52-1“.
Am 18. Februar 1952 wurde ein „Body Armor Test Team“ der US-Armee nach Korea in Marsch gesetzt mit der Aufgabe, die experimentelle Weste im Rahmen des Unternehmens „Operation Boar“ zu testen. Zunächst standen nur 48 Westen zur Verfügung, aber bald waren es 1.400 Stück. In der Zeit vom 1. März 1952 bis zum 15. Juli 1952 wurden diese Westen von 15.000 Mann in zusammen 400.000 Mannstunden getragen. Das Testteam kam in seinem Abschlussbericht zu dem Schluss, dass die T-62-1-Weste die Anzahl der Verletzungen an der Brust oder der oberen Abdominalregion um 60 bis 70 Prozent (gegenüber ungeschützten Soldaten) verringerte. Erlitten die geschützten Soldaten trotz Weste in diesen Körperbereichen Verletzungen, so wurden 25 bis 30 Prozent dieser Verletzungen in ihrer Schwere verringert. Auch steigerte das Tragen der Weste die Kampfmoral der Soldaten. Soldaten, die an Kampfhandlungen teilnahmen, hatten keine Einwände gegen Gewicht und Einschränkung der Beweglichkeit durch die Weste; Soldaten, die von ereignislosen Patrouillen zurückkehrten, empfanden die Weste als schwer und sperrig. Überwiegend war das Ergebnis des Tests positiv – es ging so weit, dass 10.000 bislang kaum genutzte und in Korea eingelagerte M12-Westen zusätzlich ausgegeben werden mussten.
Während des Tests in Korea wurden vom Testteam fortlaufend Verbesserungsvorschläge bezüglich der Konstruktion der Weste in die USA gemeldet. Nach der T-52-2 entstand die T-52-3, die im Oktober 1952 als „Armor, Vest, M-1952“ standardisiert wurde.
Um ihre Fronteinheiten schnellstmöglich mit Splitterschutzwesten ausrüsten zu können, beschaffte die US-Armee (nach Ausgabe der Bestände an M12) am 11. August 1952 13.020 M-1951-Westen, wie sie das Marine Corps verwendete. Es folgten weitere Bestellungen (insgesamt rund 63.000 Stück), bis die neue M-1952 bereitstand; im Dezember konnten die ersten der neuen Westen verschifft werden und bis zum Ende der Kampfhandlungen befanden sich 26.161 Stück in Korea.
1969 modifizierte die US-Armee die mittlerweile als „Armor, Body, Fragmentation Protective, M-1952A“ geführte Weste aufgrund der Kampferfahrungen im Vietnamkrieg; die neue „Armor, Body, Fragmentation Protective, With ¾ Collar“ wurde als M69 bekannt. Sie löste nach und nach die ältere Weste ab.
Die M69 blieb bis zur Einführung des PASGT (Personal Armor System, Ground Troops) 1978 bei der US-Armee im Einsatz. 
Beide Westen wurden – teilweise mit geänderten Außenhüllen – auch von anderen Streitkräften, z. B. von der britischen Armee, verwendet.

## Beschreibung
Die M-1952 wiegt rund 4 kg; das Schutzpaket besteht aus 12 Lagen Nylongewebe, die mit Kunstharz punktverklebt sind, und in eine Schutzhülle aus Vinyl verpackt sind. Das Schutzpaket wird in die Außenhülle aus wasserabweisendem Nylongewebe eingenäht. 
Die Außenhülle hat vorn einen Reißverschluss, der mit einer mit Druckknöpfen zu schließenden Klappe abdeckt wird. Seitlich unterhalb der Achselhöhlen überlappen Vorder- und Hinterteil der Weste und sind mittels einer – durch mit Metallösen verstärkten, auf die Außenhülle genähten Gurtbändern geführten – Schnürung mit elastischen Kordeln verstellbar.
Vorn auf jeder Seite der Weste befinden sich zwei Taschen, die mit Druckknöpfen verschlossen werden. Darüber befinden sich aufgenähte Gewebebänder, an den Handgranaten mit ihrer Löffelsicherung eingehängt werden können.
Da die Weste über der Feldjacke getragen werden soll, hat sie auf den Schultern knöpfbare Laschen für Schulterstücke.
Innen in der Weste (im Nackenbereich) befindet sich das Typenschild der Weste sowie ein Schild mit Benutzungshinweisen.
Die M69 gleicht der M-1952 weitestgehend. Es wurde jedoch auf die Schulterklappen verzichtet. Um Verletzungen im Hals- und Nackenbereich vorzubeugen, hat die Weste einen eng am Hals anliegenden Kragen. Im Nackenbereich ist der Kragen etwas niedriger, damit er nicht mit dem hinteren Rand des Stahlhelms kollidiert, wenn der Träger den Kopf hebt. Die Lagen Nylongewebe im Schutzpaket sind nicht mehr verklebt, sondern vernäht.
Manche M69 (besonders aus späterer Fertigung) haben anstelle der Druckknöpfe (teilweise auch anstelle des Reißverschlusses) Klettverschlüsse. 

## Im Einsatz

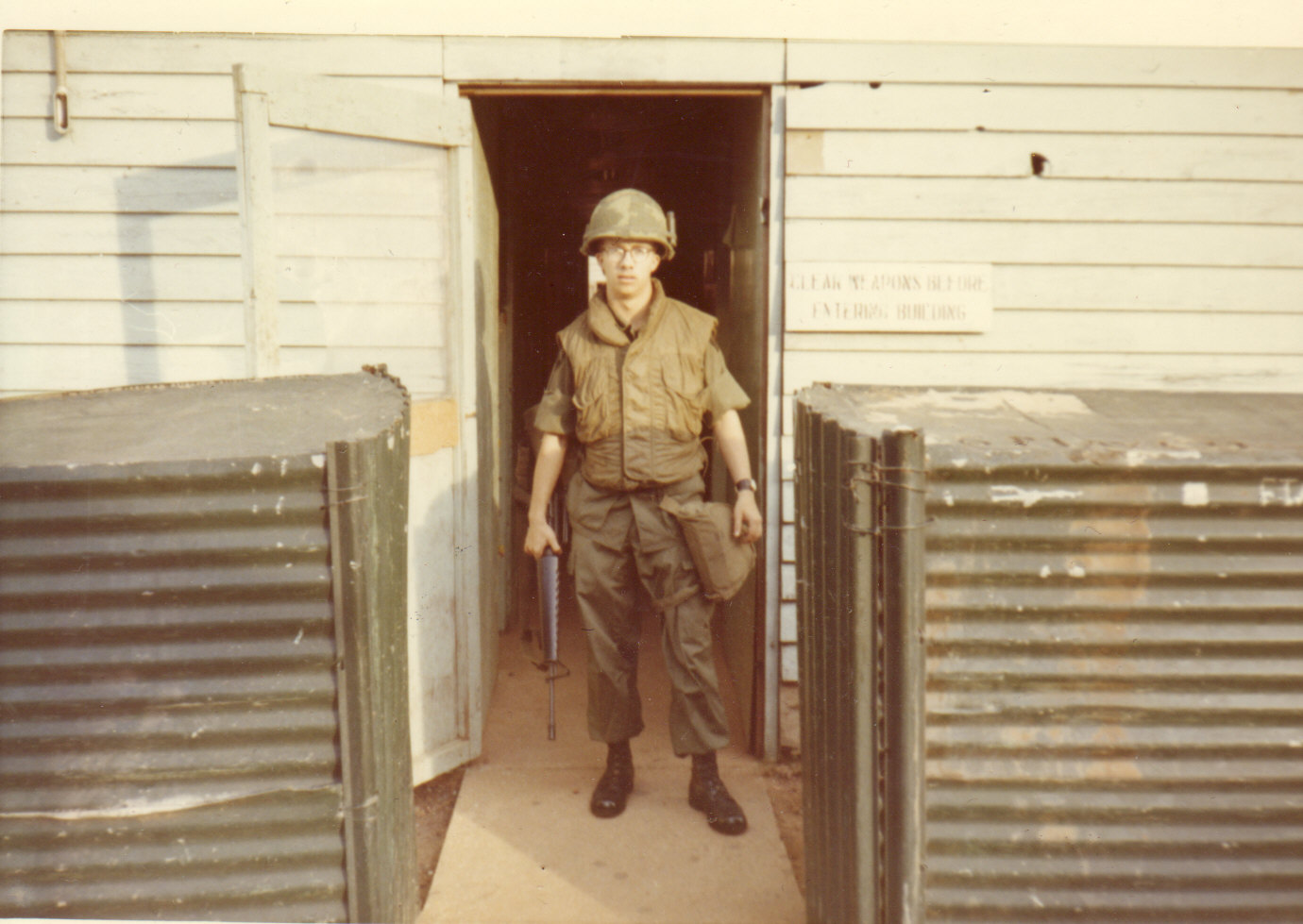
GI mit der M69-Weste und M16-Gewehr

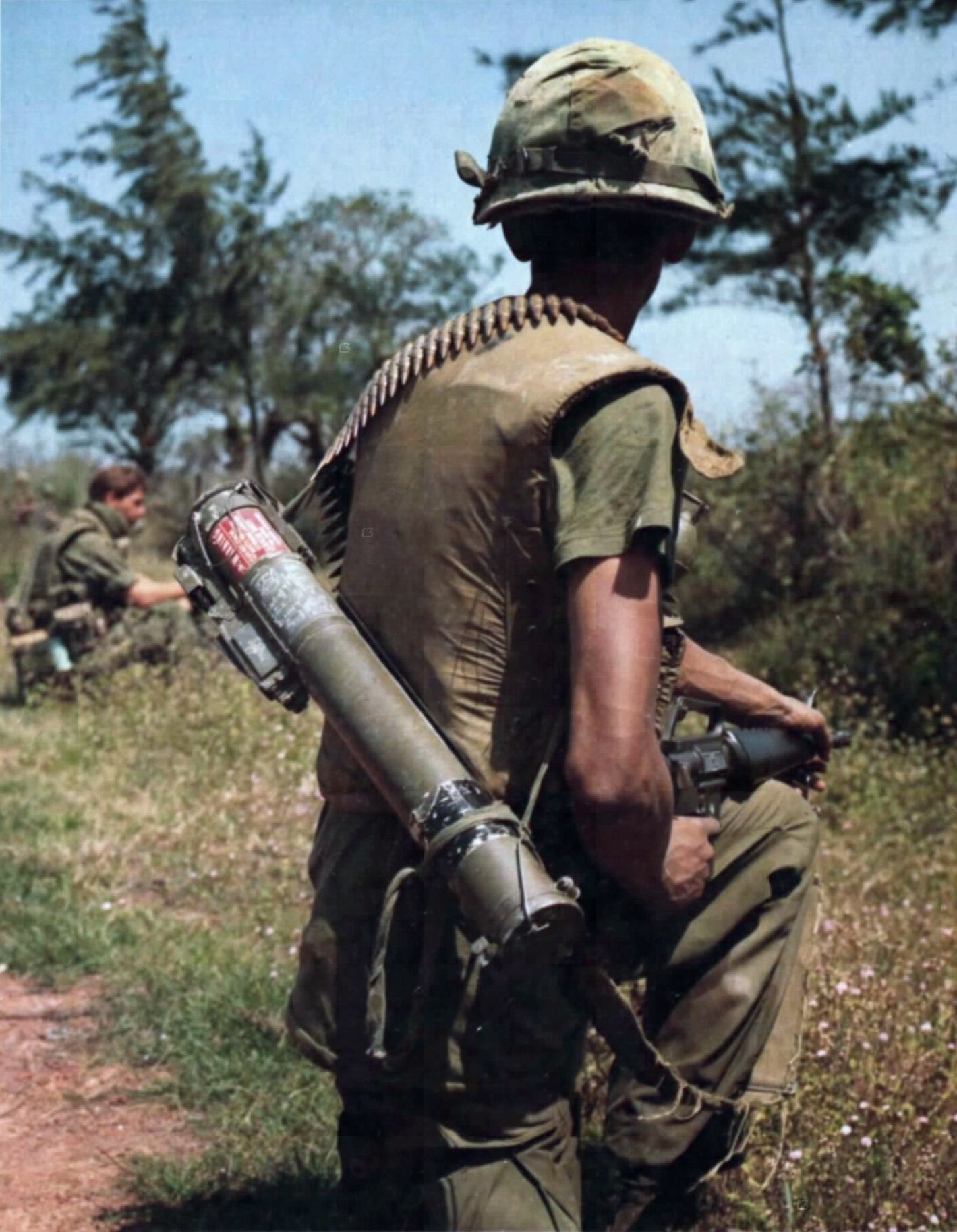
M1952

Die Schutzwirkung der Weste richtet sich überwiegend gegen Splitter, nicht gegen Geschosse aus Handfeuerwaffen. Beide Versionen stauen die Körperwärme des Trägers, da sie aufgrund der elastischen Schnürung eng am Körper anliegen. Der Kragen der M69 steigert dies noch. Darüber hinaus scheuert er an Hals und Nacken und hebelt den Stahlhelm nach vorn über die Augen des Trägers, wenn dieser sich hinwirft.
Getragen werden sollte die Weste über der Feldbluse bzw. Jacke, aber unter der Trageausrüstung. Nur bei sehr kaltem Wetter sollten sie unter dem Parka getragen werden. Während des Vietnamkrieges trugen die Soldaten aber die Westen oft über der Feldbluse und der Trageausrüstung; vielfach wurde die Weste auch offen getragen, wodurch aber die lebenswichtigen Organe keinen Schutz mehr durch die Weste haben.
Das Schutzpaket verrutschte im Gebrauch innerhalb der Außenhülle, wodurch Teile des Körpers zwar von der Weste bedeckt, aber nicht geschützt waren. Man rüstete daher die Schutzpakete einiger M69 mit Versteifungen aus starker Plastikfolie aus, was zwar dem Verrutschen abhalf, aber die Weste steif machte. 